# Кара-Сал, Владимир Бораевич
Владимир Бораевич Кара-Сал (тув. Кара-Сал Бораа оглу Владимир; 24 апреля 1938 — 27 октября 2003) — советский и российский деятель органов прокуратуры, внутренних дел, российский государственный и политический деятель.
Прокурор Тувинской АССР с 1970 по 1980. Министр внутренних дел Тувы с 25 декабря 1980 по август 1994. Депутат Совета Федерации Федерального собрания Российской Федерации от Республики Тыва с 11 января 1994 по 23 января 1996. Генерал-майор милиции (1991).

## Биография
Родился 24 апреля 1938 года в сумоне Кара-Холь Барун-Хемчикского хошуна (в настоящее время входит в состав Бай-Тайгинского кожууна) Тувинской Народной Республики в семье потомственного монгольского аристократа.
Отец — Манчын-Мээрен оглу Бораа (Бороо) — происходил из монгольского аристократического рода, был сыном Базыр (Базыржап) Угер-Даа оглу Манчын-Мээрен, репрессированного и расстрелянного в 1941 году за «контрреволюционную» деятельность. В 1963 Манчын-Мээрен постановлением Верховного суда Тувинской АССР был реабилитирован.
В 1950 году в возрасте 12 лет остался без отца. Учился в Кара-Хольской начальной и Тээлинской средней школах. В 1958 году начал трудовую деятельность в комсомоле. Окончил факультет журналистики Высшей комсомольской школы при ЦК ВЛКСМ. Работал литературным сотрудником газет «Сылдысчыгаш» («Звездочка»), «Тываның аныяктары» («Молодежь Тувы»).
В 1960 году поступил в Свердловский юридический институт, который окончил с отличием в 1964 году.
С 1964 по 1968 году — следователь Пий-Хемской районной прокуратуры.
С 1968 по 1970 году — помощник, старшим помощником прокурора Тувинской АССР, инструктор отдела административных органов Тувинского обкома КПСС.

Государственный советник юстиции 3-го класса

 С 1970 по 1980 годы — прокурор Тувинской АССР. Назначен на должность прокурора по рекомендации Тувинского обкома КПСС, как высококвалифицированный юрист. За время работы зарекомендовал себя принципиальным и способным руководителем, осуществляя меры по совершенствованию прокурорского надзора за деятельностью судебно-следственных органов, за что неоднократно поощрялся приказами Генерального прокурора СССР Романа Руденко. Имел прокурорский классный чин Государственного советника юстиции 3-го класса.
С 25 декабря 1980 года по август 1994 года — министр внутренних дел Тувинской АССР (с декабря 1991 — Республики Тува). За время службы в органах внутренних дел внёс большой вклад в совершенствование оперативно-служебной деятельности и развитие материально-технической базы министерства, в укрепление авторитета органов внутренних дел республики на фоне распада СССР, разгула преступности, в условиях демократизации, гласности и построении нового правового государства по законам рыночной экономики.
Указом Президента СССР Михаила Горбачёва от 18 декабря 1991 года присвоено специальное звание «генерал-майор милиции».
Принимал активное участие в общественно-политической жизни Тувы. В 1991 году избран председателем Тувинского общества буддистов. Был членом Тувинского обкома КПСС и правительства Республики Тыва. Входил в Совет Министерства внутренних дел СССР, неоднократно избирался депутатом Верховного Совета Тувинской АССР.
С 11 января 1994 года по 23 января 1996 года — депутат Совета Федерации Федерального собрания Российской Федерации от Республики Тыва первого созыва. Входил в состав Комитета по международным делам. В составе делегации Совета Федерации, встречался с президентом США Биллом Клинтоном.
С 1994 по 1998 годы — заместитель Председателя Правительства Республики Тыва.
С 1999 по 2003 годы — председатель Комитета по законодательству, конституционно-правовой политике Верховного Хурала (парламента) Республики Тыва.
Скоропостижно скончался 27 октября 2003 года в Кызыле, в возрасте 65 лет.

## Награды
- Орден «Знак Почёта»
- Медаль «В ознаменование 100-летия со дня рождения Владимира Ильича Ленина»
- Медаль «60 лет Монгольской Народной Армии»
- Нагрудный знак «Заслуженный работник МВД СССР»
- Заслуженный работник Республики Тыва
- Почётный пограничник Краснознаменного Забайкальского пограничного округа КГБ СССР
- Почётный гражданин штата Калифорния (США)

## Литературная деятельность
C 1958 занимался литературной деятельностью. Его произведения печатались в республиканских газетах, в журнале «Улуг-Хем». Очерк «Слово о Его Святейшестве Далай-Ламе XIV» опубликован в 1992. Был автором нескольких поэтических сборников «Ногаан бүрүлер» («Зеленые листья», 1975), «Сыдым дээги» («Чека аркана», 1995), «Мөңгүн сыры» («Серебряная искорка», 2001). На монгольском языке сборник стихов «Сэтгэлийн цацал». Повесть «Караңгы салдам» (1993). Прозаические произведения отдельной книгой «Шай чажыы» («Обряд чаепития», 2000). Перевёл на тувинский язык произведения К. Федина, В. Санги, Ю. Рытхэу, В. Маяковского. Печатался на тувинском и русском языках.
Был членом Союза журналистов СССР и Союза писателей Тувы.

## Память
В 2009, за многолетний труд на благо Тувы, именем генерал-майора Владимира Бораевича Кара-Сала была названа средняя школа № 1 в селе Тээли Бай-Тайгинского кожууна Республики Тыва.
В 2013 году Тувинским книжным издательством была выпущена книга Даш-оола Бораевича Кара-Сала на тувинском языке «Ызыгууртаннар» (Аристократы), посвящённая светлой памяти брата Владимира Бораевича. Книга о жизни и деятельности, а также об истории аристократического рода, выдающегося политика Тувы, имевшего большой авторитет и заслуженное уважение простых жителей республики.